# Let's Rock
Let's Rock (stiliserat som "Let's Rock") är ett musikalbum av The Black Keys som utgavs i juni 2019. Albumet är gruppens nionde studioalbum och utgavs på skivbolaget Nonesuch Records. Duon tog efter 2014 års Turn Blue en paus på fem år innan de återkom med denna skiva. Albumet spelades in i Nashville i Dan Auerbachs egen studio Easy Eye Sound. Inför albumet gavs låtarna "Lo/Hi", "Eagle Birds", och "Go" ut som singlar.

## Låtlista
1. "Shine a Little Light" - 3:16
2. "Eagle Birds" - 2:40
3. "Lo/Hi" - 2:57
4. "Walk Across the Water" - 3:56
5. "Tell Me Lies" - 3:40
6. "Every Little Thing" - 3:20
7. "Get Yourself Together" - 3:57
8. "Sit Around and Miss You" - 2:40
9. "Go" - 2:26
10. "Breaking Down" - 3:25
11. "Under the Gun" - 3:18
12. "Fire Walk with Me" - 2:57